# Оболдино
Оболдино — деревня в Щёлковском районе Московской области России, входит в состав городского поселения Загорянский. Население — 321 чел. (2010). Известна с 1623 года.

## География
Деревня находится на северо-востоке Московской области, относящейся к Восточно-Европейской равнине, на высоте 158 м над уровнем моря. В 4 км от деревни расположены Медвежьи озёра.
Деревня находится в зоне умеренно континентального климата с относительно холодной зимой и умеренно тёплым, а иногда и жарким, летом.
В деревне действует московское время.
Ближайшие населённые пункты — деревня Супонево и посёлок городского типа Загорянский (микрорайон Валентиновка).
В деревне 11 улиц — Весенняя, Дачная, Лесная, Луговая, Оболдинский проезд, Озёрная, Радужная, Советская, 1-й Советский проезд, Сосновая и Центральная, и территория дачного посёлка (ДНП) Оболдино-1; приписано 3 садоводческих товарищества (СНТ).

## Население
| 1852 | 1859 | 1890 | 1899 | 1926 | 2002 | 2006 | 2010 |
| ---- | ---- | ---- | ---- | ---- | ---- | ---- | ---- |
| 274  | ↘262 | ↗271 | ↘149 | ↗233 | ↗375 | ↗427 | ↘321 |

## История
Впервые упоминается в писцовых книгах 1623 г. и называлась пустошью Оболдино Пехорского стана Московского уезда. В XVII—XVIII веках пустошью называли такие места, где раньше находились село или деревня. Три года подряд с 1601 по 1603 гг. был неурожай и страшный голод, Смута, Русско-польская война (1609—1618) гг., в это время многие крестьянские хозяйства были разорены, деревни и села опустели. Первым известным владельцем был Иван Гаврилович Чириков, представитель дворянского рода Чириковых, который купил эту пустошь у Поместного приказа в вотчину. При сыне его Андрее в 1678 г. пустошь уже числится жилой деревней «с двором вотчинным и задворными двумя дворами с 5 чел.» В 1681 г. Андрей Иванович передал деревню племяннику Михаилу Ильичу Чирикову, отец которого владел в это время Мишневым. В 1727 г. при Михаиле Ильиче была освящена Николаевская церковь и Оболдино стало селом Никольским. В роду у Чириковых селение было более 100 лет, а в 1773 г. Оболдино уже принадлежит жене генерал-аншефа Ф. И. Вадковского Ирине Андреевне.
В середине XIX века село Оболдино относилось к 1-му стану Московского уезда Московской губернии и принадлежало подпоручику Марье Михайловне Александровой, в селе было 40 дворов, церковь, крестьян 136 душ мужского пола и 138 душ женского.
В «Списке населённых мест» 1862 года Никольское (Оболдино) — владельческое село 1-го стана Московского уезда Московской губернии по левую сторону Владимирского шоссе, в 20 верстах от уездного города и 17 верстах от становой квартиры, при пруде, с 31 двором и 262 жителями (131 мужчина, 131 женщина).
По данным на 1890 год — деревня Пехорской волости 1-го стана Московского уезда с 271 жителем.
В 1913 году — 44 двора, церковно-приходская школа.
По материалам Всесоюзной переписи населения 1926 года — центр Оболдинского сельсовета Разинской волости Московского уезда в 5 км от Стромынского шоссе и 6,5 км от станции Щёлково Северной железной дороги, проживало 233 жителя (105 мужчин, 128 женщин), насчитывалось 56 хозяйств (10 крестьянских).
С 1929 года — населённый пункт Московской области в составе:
- Оболдинского сельсовета Щёлковского района (1929—1939)[21],
- Жегаловского сельсовета Щёлковского района (1939—1959, 1960—1963, 1965—1994)[22][23][24],
- Жегаловского сельсовета Балашихинского района (1959—1960)[25][26],
- Жегаловского сельсовета Мытищинского укрупнённого сельского района (1963—1965)[27],
- Жегаловского сельского округа Щёлковского района (1994—2006)[24],
- городского поселения Загорянский Щёлковского муниципального района (2006 — н. в.)[28][29].

2 сентября 1945 года деревня сильно пострадала в результате прошедшегося по ней смерча.

## Транспорт
Первыми дорогами в Оболдино в далёком прошлом, ещё со времен Дмитрия Донского, были Хомутовский тракт и Стромынский тракт.
Сегодня до деревни из Москвы можно проехать по Щёлковскому шоссе А103, с поворотом (на 13 км) налево по Фряновскому шоссе А110 в сторону Щёлково, затем на первом светофоре поворот налево (1,6 км) примыкание дороги слева.
По деревне ходит автобус № 36 от Щёлково (мкр Заречный или Площадь) и от Загорянской .

## Достопримечательности
Деревня граничит с территорией национального парка Лосиный остров. В границах предприятия ОАО «Лакокраска» находится недействующая церковь Николая Чудотворца, которая используется в настоящее время как водонапорная башня.